# Harry Mulisch
Harry Mulisch (Haarlem, 29 de juliol de 1927 - Amsterdam, 30 d'octubre de 2010) fou un escriptor neerlandès. Juntament amb W.F. Hermans i Gerard Reve, és considerat un dels "tres grans" de la literatura neerlandesa de postguerra. Ha escrit novel·les, obres de teatre, assajos, poesia i reflexions filosòfiques.
El 1995 va rebre el prestigiòs Premi de les Lletres neerlandeses.